# John Patterson (Regisseur)

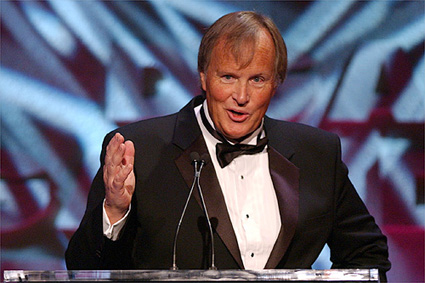
John Patterson

John Tiffin Patterson (* 4. April 1940 in Cooperstown, New York; † 27. Februar 2005 in Los Angeles, Kalifornien) war ein US-amerikanischer Regisseur.

## Leben
John Patterson trat in die United States Air Force ein, nachdem er einige Semester am Williams College studiert hatte. Er machte an der University at Buffalo einen Abschluss und einen Master an der Stanford University im Jahre 1970. Er war in einer Klasse mit dem Erfinder der Sopranos David Chase. Seit Ende der 1970er Jahre war er als Fernsehregisseur tätig, mit dem Schwerpunkt auf Serien. Von 1988 bis 1995 inszenierte er hauptsächlich Filme. 
Er drehte von 1999 bis 2004 dreizehn der Episoden der Fernsehserie Die Sopranos und wurde 2002 und 2003 für den Emmy nominiert. Er gewann den Directors Guild of America 2002. Er war mit Casey Kelley verheiratet, ließ sich aber später scheiden. Sie hatten zusammen zwei Kinder. Patterson starb in Los Angeles an Prostata-Krebs im Alter von 64 Jahren.
Die Episode Nr. 77 der Sopranos wurde ihm gewidmet.

## Filmografie (Auswahl)
- Die Sopranos:
  - Episode 1.04 "Meadowlands" (Tonys Schachzug)[1]
  - Episode 1.13 "I Dream of Jeannie Cusamano" (Hart und herzlich)[2]
  - Episode 2.06 "The Happy Wanderer" (Die große Partie)[3]
  - Episode 2.10 "Bust Out" (Mit dem Rücken zur Wand)[4]
  - Episode 2.13 "Funhouse" (Ein Freund muss gehen)[5]
  - Episode 3.04 "Employee of the Month" (Mitarbeiter des Monats)[6]
  - Episode 3.13 "Army of One" (Kalt wie der Tod)[7]
  - Episode 4.02 "No Show" (Meadow kämpft – wer verliert?)[8]
  - Episode 4.07 "Watching Too Much Television" (Wenn man zuviel Fernsehen sieht)[9]
  - Episode 4.13  (Whitecaps)[10]
  - Episode 5.03 "Where's Johnny?" (Wo ist Johnny?)[11]
  - Episode 5.08 "Marco Polo" (Marco Polo)[12]
  - Episode 5.13 "All Due Respect" (Bei allem Respekt)[13]
- Six Feet Under – Gestorben wird immer:
  - Episode 1.03 "The Foot"[14]
- Providence Episoden:
  - "The Birthday Party"
  - "The Honeymoon's Over"
  - "Runaway Sydney"
  - "Saint Syd"
- Sins of the Mother (1991)